# Thomas d'Urfey

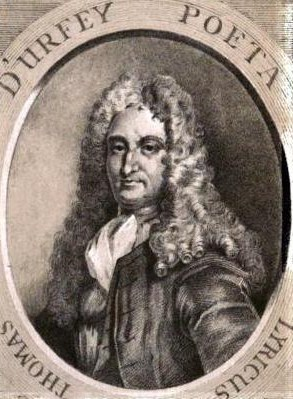
Thomas D'Urfey

Thomas d'Urfey (Tom Durfey) (1653 - 26 de febrero de 1723) fue un escritor inglés. Compuso obras de teatro, canciones, poesía, chistes. Fue un importante innovador y contribuidor en la evolución de la ópera de baladas.
Su obra más conocida es Wit and Mirth, or Pills to Purge Melancholy, escrito entre 1698 y 1720, es una colección de canciones y baladas. Durfey escribió ampliamente en una vena satírica e ingeniosa. Sus obras son un compendio de ideas cómicas. 10 de las 68 canciones que aparecen en The Beggar's Opera son suyas.
- Datos: Q2145838
- Multimedia: Thomas d'Urfey / Q2145838